# Mahmoud Elsayad
Mahmoud Sayad Abdelsalam Elsayad (* 12. April 1993) ist ein ägyptischer Badmintonspieler.

## Karriere
Mahmoud Elsayad nahm 2008, 2010 und 2011 an den Badminton-Juniorenweltmeisterschaften teil. 2010 startete er bei den Olympischen Jugend-Sommerspielen. Bei den Bahrain International 2012 belegte er Rang drei im Mixed mit Nadine Ashraf. Mit ihr siegte er auch bei den Uganda International 2013. Bei derselben Veranstaltung belegte er ebenfalls Rang zwei im Herrendoppel mit Abdelrahman Kashkal.